# Kłokowa
Kłokowa – część wsi Świebodzin w Polsce położona w województwie małopolskim, w powiecie tarnowskim, w gminie Pleśna, na południe od Tarnowa.
Dawniej samodzielna wieś i gmina jednostkowa.
W latach 1975–1998 miejscowość należała administracyjnie do województwa tarnowskiego.